# Thuốc chống đông
Thuốc chống đông máu là chất hóa học có tác dụng ngăn chặn hay làm giảm sự đông máu của máu, kéo dài thời gian hình thành cục máu đông. Một số có trong tự nhiên ở các động vật hút máu như đỉa và muỗi, giúp chúng giữ những vết cắn không bị đông máu đủ dài để chúng có thể hút máu ra. Thuốc chống đông máu được sử dụng trong điều trị các rối loạn đông máu. Thuốc chống đông đường uống (OACs) được thực hiện kê dưới dạng viên nhộng hoặc viên nén, và thuốc tiêm được sử dụng trong bệnh viện. Một số thuốc chống đông máu đang sử dụng thiết bị y tế, như ống nghiệm, túi truyền máu, và thiết bị lọc máu.
Thuốc chống đông thường gặp bao gồm warfarini và heparin.

## Tác dụng phụ
Bệnh nhân trên 80 tuổi đặc biệt dễ gặp biến chứng chảy máu, với một tỷ lệ 13% mỗi năm. Thiếu vitamin K trong máu do coumadin làm tăng nguy cơ vôi hóa động mạch và vôi hóa van tim, đặc biệt là nếu có quá nhiều vitamin D. Trong một nghiên cứu phân tích tổng hợp ảnh hưởng wafarin trên bệnh nhân bệnh thận giai đoạn cuối và rung nhĩ chỉ ra không có nguy cơ gia tăng tỷ lệ đột quỵ với người sử dụng, nhưng tăng nguy cơ chảy máu, so với các phương pháp điều trị thay thế (aspirin, dabigatran, rivaroxaban) hoặc không sử dụng wafarin. Mặc dù sự tuân thủ kém liệu trình điều trị chống đông trị tương quang với nguy cơ cao của đột quỵ ở những bệnh nhân nguy cơ cao (ví dụ bệnh nhân có chỉ số CHA2DS2 - VASc≥2), những lợi ích của thuốc chống đông máu có thể không lớn hơn nguy cơ với bệnh nhân có điểm CHA2DS2 VASc 1 hoặc 0.